# The Princess
The Princess (bra: A Princesa) é um filme americano de 2022, do gênero fantasia, comédia e suspense, dirigido por Le-Van Kiet e estrelado por Joey King no papel principal, com Dominic Cooper, Olga Kurylenko e Veronica Ngo. O filme se concentra em uma princesa de personalidade forte que luta para proteger sua família e salvar o reino quando seu pretendente, um sociopata cruel com quem ela se recusa a se casar, pretende assumir o controle do reino. The Princess, lançado no Hulu em 1 de julho de 2022 recebeu críticas mistas a positivas dos críticos, que elogiaram o desempenho de King, mas criticaram o roteiro.

## Premissa
Quando uma bela e obstinada princesa se recusa a se casar com o cruel sociopata com quem está prometida, ela é sequestrada e trancada em uma torre remota do castelo de seu pai. Com seu pretendente desprezado e vingativo com a intenção de tomar o trono de seu pai, a princesa deve proteger sua família e salvar seu reino. 20th Century Studios

## Elenco
- Joey King[2]
- Dominic Cooper[2]
- Olga Kurylenko[2]
- Veronica Ngo[2]

## Produção
Em 30 de outubro de 2020, a 20th Century Studios adquiriu os direitos do roteiro de especificações de Ben Lustig e Jake Thornton, The Princess, com o Hulu definido para distribuir. A Original Film, de Neal H. Moritz, irá co-produzir o filme com a 20th Century e Derek Kolstad, Joey King (que foi escalada como protagonista), Lustig e Thornton servirão como produtores. Em 12 de novembro de 2021, Le-Van Kiet foi revelado como o diretor do filme.

## Lançamento
Em 12 de novembro de 2021, The Princess foi definido para ser lançado no verão de 2022 no Hulu nos Estados Unidos, no Disney+ internacionalmente através do hub Star e na América Latina através do Star+. O filme foi lançado em 1º de julho de 2022. No dia 26 de maio de 2023 o filme foi removido de todas as plataformas de streaming da The Walt Disney Company. Ele continua disponível para aluguel e compra em outras plataformas nos Estados Unidos.